# ایرین شر
ایرین شر (به انگلیسی: Ireen Sheer) (زاده ۲۵ فوریه ۱۹۴۹) خواننده آلمانی-انگلیسی است.
او نماینده لوکزامبورگ در مسابقه آواز یوروویژن ۱۹۷۴ و مسابقه آواز یوروویژن ۱۹۸۵ بود او همچنین در مسابقه آواز یوروویژن ۱۹۷۸ نماینده آلمان بود.